# 淡路市立津名中学校
淡路市立津名中学校（あわじしりつ つなちゅうがっこう）は、兵庫県淡路市大谷にある公立中学校。

## 沿革
- 1960年（昭和35年）4月1日 - 津名町立志筑中学校、津名町立生穂中学校、津名町立佐野中学校を統合して津名町立津名中学校創立。
- 1965年 (昭和40年) 4月 - 体育館完成。
- 1988年 (昭和63年) 9月 - 新校舎完成。
- 1996年 (平成8年)  1月 - 新体育館完成。
- 1991年（平成3年） - 軟式野球部が兵庫県大会優勝。
- 2005年（平成17年）4月1日 - 津名郡の合併により、淡路市立津名中学校となる。
- 2008年（平成20年） - 柔道部が兵庫県大会優勝。近畿大会で準優勝。全国大会ではベスト16。
- 2015年（平成27年） - 軟式野球部が兵庫県大会優勝。近畿大会でベスト3となり、全国大会に出場。
- 2024年 (令和6年)  3月 - 大規模改修工事完成

## 校区
- 淡路市立塩田小学校
- 淡路市立志筑小学校
- 淡路市立中田小学校
- 淡路市立津名東小学校
- 淡路市立大町小学校

## 校区が隣接している学校
- 淡路市立東浦中学校
- 淡路市立北淡中学校
- 淡路市立一宮中学校
- 洲本市立五色中学校
- 洲本市立安乎中学校